# Люблін (Вісконсин)
Люблін (англ. Lublin) — селище (англ. village) в США, в окрузі Тейлор штату Вісконсин. Населення — 117 осіб (2020).

## Географія
Люблін розташований за координатами 45°4′30″ пн. ш. 90°43′25″ зх. д. / 45.07500° пн. ш. 90.72361° зх. д. (45.074988, -90.723619).  За даними Бюро перепису населення США в 2010 році селище мало площу 3,98 км², уся площа — суходіл.

## Демографія
Згідно з переписом 2010 року, у селищі мешкало 118 осіб у 57 домогосподарствах у складі 30 родин. Густота населення становила 30 осіб/км².  Було 80 помешкань (20/км²).
Расовий склад населення:
| - 98,3 % — білих - 0,8 % — азіатів |

До двох чи більше рас належало 0,0 %. Частка іспаномовних становила 0,8 % від усіх жителів.
За віковим діапазоном населення розподілялося таким чином: 16,9 % — особи молодші 18 років, 56,8 % — особи у віці 18—64 років, 26,3 % — особи у віці 65 років та старші. Медіана віку мешканця становила 49,0 року. На 100 осіб жіночої статі у селищі припадало 136,0 чоловіків;  на 100 жінок у віці від 18 років та старших — 113,0 чоловіків також старших 18 років.
Середній дохід на одне домашнє господарство  становив 29 516 доларів США (медіана — 27 813), а середній дохід на одну сім'ю — 39 504 долари (медіана — 38 125). За межею бідності перебувало 16,0 % осіб, у тому числі 0,0 % дітей у віці до 18 років та 9,5 % осіб у віці 65 років та старших.
Цивільне працевлаштоване населення становило 59 осіб. Основні галузі зайнятості: виробництво — 27,1 %, роздрібна торгівля — 20,3 %, будівництво — 15,3 %, мистецтво, розваги та відпочинок — 11,9 %.